# Doug Wyer
Douglas „Doug” Wyer (ur. 16 sierpnia 1947 w Nottingham) – brytyjski żużlowiec.

## Życiorys
Dwukrotny brązowy medalista indywidualnych mistrzostw Wielkiej Brytanii (Coventry 1976, Coventry 1977). Srebrny medalista drużynowych mistrzostw Wielkiej Brytanii (1973). Złoty medalista indywidualnych mistrzostwa Australii Południowej (1980).
Wielokrotny uczestnik eliminacji indywidualnych mistrzostw świata, w tym uczestnik finału światowego (Chorzów 1976 – VII miejsce).
W lidze brytyjskiej reprezentant klubów Doncaster Stallions (1969), Sheffield Tigers (1969-1980, 1986), Berwick Bandits (1970, 1971), Halifax Dukes (1981-1985), Birmingham Brummies (1985) oraz Edinburgh Monarchs (1986-1988).